# Cylindropuntia libertadensis
Cylindropuntia libertadensis, conocida comúnmente como cholla de La Libertad, es una especie de planta suculenta perteneciente al género Cylindropuntia, dentro de la familia Cactaceae. Es endémica del noroeste de México (concretamente de la Sierra de La Libertad, en la parte central de la península de Baja California). 

## Descripción
Cylindropuntia libertadensis es una especie de cactus que crece como un arbusto grande o pequeño árbol, alcanzando alturas de 1,5 a 3 m. Desarrolla un tronco bien definido, con ramas abiertas casi en espiral. 
Los tallos son erectos, articulados y están formados por segmentados que se desprenden con facilidad. Cada uno de ellos mide de 6,5 a 15 cm de largo y de 2,5 a 3,6 cm de diámetro. Son cilíndricos y tienen la epidermis de color verde claro (ligeramente glaucosa). Presentan tubérculos salientes, estrechamente ovalados y miden de 1,9 a 3 cm de largo, de 0,5 a 0,8 cm de ancho y de 0,6 a 0,9 cm de alto.
Sobre los tallos se asientan areolas de color crema que se tornan grises con la edad, miden de 3 a 5 mm de largo y de 1,5 a 2 mm de diámetro. Poseen gloquidos discretos de color amarillo claro en forma de mechón y miden de 2 a 3 mm. Además hay de 2 a 4 gloquidos similares a cerillas de color gris entre las espinas, llegando a medir de 2 a 4 mm.
Las espinas son escasas en la mayoría de las areolas, son de color crema a casi blancas y tienen las puntas de color amarillo claro. Se distinguen de 4 a 6 espinas por areola (aunque también pueden faltar) y miden de 0,4 a 1,6 cm de largo, con diámetros de 0,4 a 0,8 mm. Entre ellas se diferencian de 1 a 3 espinas centrales y generalmente 3 espinas radiales. Están cubiertas por una vaina epidérmica ligeramente abultada que parece de papel, es de color crema a amarillo claro y tienen las puntas de color amarillo.
Las flores tienen los tépalos internos de color rojo profundo a magenta, y los externos a veces presentan una franja delgada de color marrón muy claro en el centro. Miden de 1,5 a 2,1 cm de largo y de 0,6 a 0,9 cm de ancho. Se abren durante el día (diurnas) y son polinizadas por abejas. Los estambres son de color amarillo y miden de 1,1 a 1,6 mm de largo. El estilo es de color crema con la punta rosa y puede llegar a medir hasta 2,1 cm. El estigma es de color crema a blanco, tiene de 5 a 7 lóbulos y mide de 2 a 3 mm. El ovario mide de 1,5 a 2,2 cm de largo, de 1,3 a 1,8 de ancho y contiene de 90 a 140 óvulos en su interior. Florece en abril.
Los frutos son de color verde a amarillento con tinte rojizo en la madurez, tienen de 24 a 30 areolas y no presentan espinas. Son carnosos, de forma obovada a estrechamente obovada, y de 1,9 a 3,5 cm de largo, con diámetros de 1,9 a 2,5 cm. En su interior contienen hasta 8 semillas (aunque pueden faltar por completo), son de color crema y tienen forma circular. Están ligeramente comprimidas lateralmente y miden de 3,4 a 5 mm.

## Distribución y hábitat
El área de distribución nativa de esta especie es el noroeste de México (concretamente en la Sierra de La Libertad, en la parte central de la península de Baja California) y crece principalmente en biomas desérticos o de matorral seco.
Habita a lo largo de cañones y en laderas rocosas volcánicas, a elevaciones de 650 a 850 metros sobre el nivel del mar. Se encuentra asociada a otras especies de plantas como: Ambrosia ambrosioides, Brahea armata, Cylindropuntia cholla, Dodonaea viscosa, Euphorbia lomelii, Lophocereus schottii, Myrtillocactus cochal, Pachycereus pringlei, Neltuma articulata y Stenocereus thurberi.

## Taxonomía
Cylindropuntia libertadensis fue descrita por el botánico Jon Paul Rebman y publicada por primera vez en la revista científica Madroño 62: 58 en el año 2015.
Etimología
- Cylindropuntia: nombre genérico formado por dos palabras: el sustantivo griego kýlindros (que significa 'cilindro') y el género Opuntia, (con el que el género tiene similitudes), haciendo referencia a la forma cilíndrica de los tallos de las plantas.[5]
- libertadensis: epíteto geográfico que hace referencia a la presencia de la especie en la Sierra de La Libertad, en la parte central de la península de Baja California.[3]

## Usos
Se cultiva muy raramente como planta ornamental y su propagación se realiza principalmente a través de esquejes.